# Comuna de Orzysz
Orzysz (polaco: Gmina Orzysz) é uma gminy (comuna) na Polónia, na voivodia de Vármia-Masúria e no condado de Piski. A sede do condado é a cidade de Orzysz.
De acordo com os censos de 2004, a comuna tem 9623 habitantes, com uma densidade 26,5 hab/km².

## Área
Estende-se por uma área de 363,49 km², incluindo:
- área agricola: 33%
- área florestal: 38%

## Demografia
Dados de 30 de Junho 2004:
|                      | Total   | Total | Mulheres | Mulheres | Homens  | Homens |
| -------------------- | ------- | ----- | -------- | -------- | ------- | ------ |
|                      | pessoas | %     | pessoas  | %        | pessoas | %      |
| População            | 9623    | 100   | 4783     | 49,7     | 4840    | 50,3   |
| Densidade (pop./km²) | 26,5    | 100   | 13,2     | 13,2     | 13,3    | 13,3   |

De acordo com dados de 2002, o rendimento médio per capita ascendia a 1308,84 zł.

## Comunas vizinhas
- Biała Piska, Ełk, Mikołajki, Miłki, Pisz, Stare Juchy, Wydminy